# 薩平頓 (密蘇里州)
薩平頓（英語：Sappington）是位於美國密蘇里州聖路易斯縣的普查規定居民點。

## 歷史
斯薩平頓的郵局於1837年至1902年、1904至1907年、1914至1939年三度設立和停運。

## 人口
根據2020年美國人口普查的數據，薩平頓的面積為6.20平方千米，皆為陸地。當地共有人口7995人，而人口密度為每平方千米1,289.52人。